# 粤系
粵系是指在1911年辛亥革命爆發以後，以廣東省為基地並由當地軍政人物領導的軍政集團派系，為南方諸軍閥之一。從歷史脈絡而言，可以分為舊粵系與新粵系兩個時期。
- 舊粵系：1911年至1913年，以及1916年至1920年主政，以陳炯明為代表的廣東省軍政府，使用五色旗。該派粵軍在六一六事變後與孫中山的廣州中華民國政府處於敵對狀態，其後在兩次國民革命軍東征戰役中被國民黨消滅。
- 新粵系：1931年至1936年主政，以陳濟棠為代表主要領導的國民政府內派系，使用青天白日滿地紅旗，其領導的八路軍亦被稱為新粵軍。在兩廣事變失敗後，宣布效忠國民黨中央，其後參與抗日戰爭以及國共內戰，直至內戰中1950年的海南島戰役戰敗後完全瓦解。